# 蔣緯國
蔣緯國（1916年10月6日—1997年9月22日），字建鎬，一字存東，號念堂，中華民國陸軍二級上將、政治人物，裝甲兵科、中國國民黨籍，生於日本東京市，養父蔣介石，養母姚冶誠，兄蒋经国，生父戴季陶，生母重松金子，畢業於東吳大學物理學系、德意志國防軍慕尼黑軍官學校，曾任中華黃埔四海同心會首任會長、總統府資政、國安會秘書長、國防部聯訓部主任、聯勤總司令、三軍大學校長、靜心小學董事長、中華民國足球協會理事長和美生會成員。

## 出生
蔣介石與戴季陶是義兄弟，兩人在日本同賃一室。戴有一日本護士女友重松金子，重松為戴生下一子，便過繼給蔣，由蔣的側室姚冶誠撫養，即為蔣緯國。其称蒋介石为“父亲”，称戴季陶为“亲伯”。蔣緯國小時候在蔣介石安排下，拜戴季陶為義父:39。戴傳賢，字季陶，原籍浙江湖州，祖父一代移居四川廣漢，湖州人稱「義父」為「親伯」，蔣緯國從小除常隨侍蔣介石外，也常依親伯戴季陶膝前，接受教誨:39。
蔣緯國第一次獲知生母是日本人，還是他的養母姚冶誠告訴他:57。可是養母只知道這些，於是蔣緯國身世就透露出神秘氣氛:57。他不斷捕捉資料，知道生母名叫金子，是一位日本平民:57。自從有生母已逝消息後，蔣緯國就盡力打聽媽媽身後一切，那是在對日戰爭結束後，然而歷經浩劫，人事全非，僅知金子媽媽去世後葬在東京郊外之青山墓地，而墓地已毁於轟炸，其中骸骨下落何方也無人知曉:58。
蔣介石原有一個幼弟蔣瑞青，四歲時就過世，無嗣，蔣母王太夫人不忍蔣瑞青絕後，才答應由蔣介石收養蔣緯國，兼祧蔣介石、蔣瑞青，爾後由緯國奉祀瑞青神主香火，故戴季陶將蔣緯國過繼給蔣介石；王太夫人原先預定分家時，賜蔣介石室名「豐房」，賜蔣瑞青室名「鎬房」，瑞青幼年過世，蔣介石因而得到兩房，於是將蔣介石室名改為「豐鎬房」，蔣經國的表字「建豐」和蔣緯國的表字「建鎬」就是由此室名而來，蔣介石意思是由蔣經國繼承自己，由蔣緯國繼承蔣瑞青。另一說則是王太夫人命蔣經國兼祧蔣介石、蔣瑞青，直到蔣介石收養蔣緯國後，又以蔣緯國作為蔣介石的繼承人。

## 早年經歷

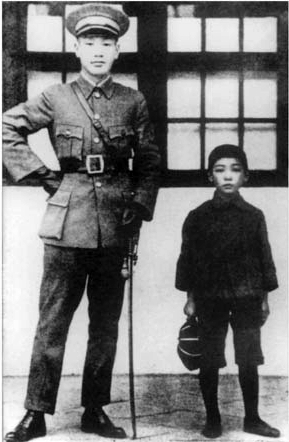
蔣緯國（右）8歲與養父蔣介石（左）合影，1924年

1921年，蔣介石前往廬山數個月，期間經常帶著蔣經國與蔣緯國在家鄉附近散步。此時蔣介石將長子蔣經國視為必須教導，而養子蔣緯國則是要讓人愛護。1922年6月16日陳炯明圍攻總統府，孫中山登楚豫艦轉永豐艦；6月18日，孫中山以密電召蔣介石赴廣東，電云：「寧波、江北岸、引仙橋、十號：蔣緯國先生。事緊急，盼速來。孫文，巧。」:271923年春，蔣介石改聘賀舜華教蔣緯國，凡歷時4年:149。1924年，蔣介石創立黃埔軍校，以校為家，所以他連續3年，都利用假期到黃埔侍候父親:125。
蔣緯國在蘇州東吳大學附屬中學畢業後，考入東吳大學物理系:29。因感冒引發扁桃腺發炎、流血過多而住院，錯過陆军军官学校入伍考試機會:29。
赴納粹德國受訓並參與戰役
1935年赴德国学山地步兵，升至中士。1936年9月，蔣緯國赴歐洲留學:33。中德合作期间，1937年夏，蔣緯國奉派隨蔣百里到納粹德國考察軍事，擔任少尉副官:29。4個月後，加入納粹德國的德意志國防軍第一山地師第98山岳步兵團入伍，然後從二等兵幹到實習班長、排長、連長等職:29-30。期間蔣緯國所屬的步兵團參與了德奧合併以及入侵蘇臺德地區的行動。
1938年，正式到慕尼黑軍官學校步科受訓:30。官拜德意志國防軍少尉，在德國習得新式戰法，夜間則以足球自娛。
再赴美國受訓
1939年夏天，蔣緯國畢業，原本分發到德國第八步兵師，因為希特勒入侵波蘭，歐戰爆發，蔣介石命蔣緯國轉赴美國，入美國陸軍航空隊及美國空軍參謀大學正科受訓，又進美國裝甲兵訓中心:30。
返國加入軍隊
1940年9月德國與日本、義大利組成軸心國。1940年冬，他學成返回中國，在戰時中國陪都重慶受到蔣介石慰問:30。在晉見父親之後，蔣緯國就去見親伯戴傳賢:39。他們談起一個突發之新問題，蔣緯國提起在國外留學時，聽到一則傳言，說他親生父親是戴傳賢:39-40。
蔣緯國参加中國抗日戰爭。1942年随何应钦在陕西渭南校阅第一师，随后担任第一师第三团第二营第五连少尉排长。6个月后升任中尉排长。1943年任中尉连长，同年升上尉副营长、上尉营长、装甲兵第二团副团长。1943年6月17日，蔣緯國受洗成為基督徒，儀式由時任衞理公會華西區會督及中華全國基督教協進會總幹事的陳文淵主持。
第二次國共戰爭，往後長期任職中華民國國軍。

## 中年經歷

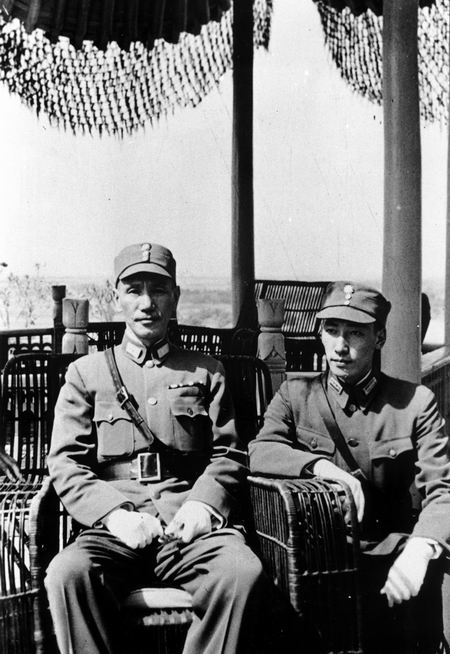
蔣介石（左）和蔣緯國（右）

1946年起在徐州战车第一团担任團附。1947年8月起任战车第一团团长。1948年3月升任装甲兵司令部参谋长。
1948年，為安定裝甲兵部隊官兵生活，在南京市香林寺設立私立宜寧中學，以解決裝甲兵子女教育問題。12月23日，蔣介石派陸軍裝甲兵司令部參謀長蔣緯國攜帶其親筆信到北平，勸傅作義南撤:8759。12月25日，蔣緯國飛返南京:8759。
1949年2月10日，國防部令：陸軍裝甲兵參謀長蔣緯國晉升為上校副司令:8811。4月28日，緯國自台灣到上海見蔣經國，「講述台灣之情況甚詳」:193。4月30日，蔣緯國自台灣到上海，向蔣介石報告台灣情況:8898。同年冬，蔣緯國隨裝甲兵司令徐庭瑶率軍轉進台灣:134。後裝甲兵部隊由中國大陸撤退到臺灣時，身為部隊眷屬的南京市宜寧中學師生與學校課桌椅，也隨裝甲兵部隊搬遷至台灣，落腳於台中市復興路，即目前臺中市私立宜寧高級中學之前身，並兼任董事長。迁台后各色各样的战车装甲车400余辆，编为一个装甲兵旅，下辖五个装甲总队。蒋纬国出任少将旅长。赵志华任第二总队总队长。
1950年徐庭瑶退役，蔣緯國奉派接任裝甲兵司令，戍守台北:134。1951年成立裝甲兵訓練中心，仍擔任裝甲兵司令:134。
1952年，大整编，2个装甲总队被改编为装甲第1、2师，按美军1945年型装甲师进行编组，辖A、B、预备（R）3个战斗群。完成裝甲部隊整編工作，與豪章編定裝甲部隊作戰準則:134。
1953年兩度赴美，先是隨徐培根赴美考察訪問，回國時元配石靜宜去世，蔣介石怕蔣緯國在台北觸景傷情，所以送蔣緯國入美國陸軍指揮參謀學院正規班及防空學校飛彈班受訓:134。美國受訓完後調國防部第三廳副廳長，轉任國防部第五廳廳長:134。1959年增設裝騎團編制。
1964年1月27日，裝甲兵副司令趙志華策動湖口裝甲兵事件，主持湖口基地裝甲兵第一師「戰備檢查」，被政戰中校軍官朱寶康及旁人當場制服，全師部隊解散回營區，師長徐美雄下令「沒有命令，任何人不得外出行動。」:137-1381963年8月1日，蔣緯國自裝甲兵司令調掌陸軍指揮參謀大學，致力於教育工作:141。可能當局把叛變帳算在也是坦克兵且是大家長司令的將軍頭上。1964年，蔣緯國奉命開始籌劃三軍將校戰略教育。他在三軍大學先任陸軍指揮參謀學院院長，後任三大副校長，同時籌備戰爭學院:30。1969年，創設戰爭學院。
1975年清明前，蔣緯國率蔣孝剛赴台中省視養母姚氏靈厝:31。蔣介石逝世後，嚴家淦繼任總統:9。緯國晉升陸軍二級上將，並擔任戰爭學院院長兼三軍大學校長:30。1979年，三軍大學的有綫短程中文通訊實驗成功，朱邦復實現以中文字母作爲內碼，儲存漢字字矩資訊，解決電腦處理漢字的問題。時任三軍大學校長的蔣緯國爲其命名「倉頡輸入法」。

## 晚年經歷

### 聯勤總司令
1980年5月，蔣緯國與王多年對調，擔任聯合勤務總司令部總司令:144。1983年5月6日，蔣經國函電宋美齡：

「緯弟在聯勤三年仍需其暫相臂助俾能達成其計劃作為此意緯弟昨已接受並已告知大人慈諭盛德緯弟健康兒定當注意不令過勞尚祈大人釋念」:363

### 國防部聯訓部主任
1984年6月，蔣緯國卸任聯勤總司令，調任國防部聯合作戰訓練部（當時簡稱為「聯訓部」；今國防部參謀本部訓練參謀次長室（訓次室））主任:147。

### 國安會秘書長
1986年5月6日，宋美齡函電蔣經國：

「緯國新職當允其繼續有所貢獻」:697

1986年7月，蔣緯國奉調出任國家安全會議秘書長:147。1990年總統選舉前，國大代表滕傑等人曾提議林洋港與蔣緯國搭檔參選正、副總統，但最終林洋港、蔣緯國兩人並未參選，之後由李登輝與李元簇當選正、副總統。

### 總統府資政
1993年，蔣緯國受聘為總統府資政。
蔣緯國在民間社團中頗為活躍，是中華戰略學會創辦人，並任中德文化經濟學會理事長、中華民國足球協會理事長、靜心小學第一任董事長等；著有《國家戰略概說》。

## 逝世
1997年9月22日，蔣緯國因遺傳疾病併發，於台北榮民總醫院逝世。身後安葬於汐止五指山國軍示範公墓。

## 家庭
版本一:

1944年，蔣緯國与西北紡織鉅子（大华纱厂老板）石鳳翔女兒石靜宜结婚（中间介绍人为国军军官陕西籍的刘恩荫）:93。石家在西安是名門大族，石靜宜就讀西北音樂院，他們相識於1943年，經過一年多往來，終於論及婚嫁，在得到蔣介石電示：「石門親事可結合。」:93於是在1944年2月6日，在西安王曲七分校常常寧宮舉行結婚典禮，由胡宗南將軍福證:93。
版本二:

1944年間，蔣緯國任中華民國陸軍第一師第三團第二營第五連中校營長時，受西北首富、紡織鉅子（大華紗廠老闆）石鳳翔之邀請，出席其所舉辦「歡送俄籍顧問返國」之舞會。蔣緯國在舞會中因緣際會結識，時就讀於西北音樂專科學校的石鳳翔二千金－石靜宜女士，蔣緯國在舞會上一見到石靜宜便對她留下良好印象。兩人後來經過幾次的約會，蔣緯國也在母親姚氏要求盡早成家之催促下，蔣緯國即在請示蔣中正意見並獲同意後，迅速與石靜宜訂婚。1945年2月6日，蔣緯國與石靜宜在陝西王曲陸軍官校第七分校常寧宮舉行結婚典禮，並由當時負責七分校校務且擔任主任的胡宗南將軍來為蔣、石二人證婚；且胡宗南亦將自己的招待所借給新人當新房。此外，蔣中正雖未能躬逢其盛，但也留下一話贈予新人：「好好治家，家和萬事興」；而蔣經國則有親自前往婚禮，並以電報告知蔣中正該婚禮已順利完成。

1953年3月21日，石因難產「病故」，未留下子女。
1957年，蔣緯國與丘愛倫在日本結婚，1962年子蒋孝刚出世:135。婚後不久，兩人即长期分居，丘定居于美国。
蒋纬国生父戴傳賢（1891－1949），生母重松金子（？－1921），養父蒋介石（1887－1975），养母姚冶诚（1887－1966）。
| \| \| \| \| \| \| \| \| \| \| \| \| \| \| \| \| \| \| \| \| 高祖父：戴崇节[21] \| \| \| \| \| \| \| \| \| \| \| \| \| \| \| \| \| \| \| \| \| \| \| \| \| \| \| \| \| \| \| \| \| \| \| \| \| \| \| \| \| \| \| \| \| \| \| \| \| \| \| \| \| \| 曾祖父：戴廉 \| \| \| \| \| \| \| \| \| \| \| \| \| \| \| \| \| \| \| \| \| \| \| \| \| \| \| \| \| \| \| \| \| \| \| \| \| \| \| \| \| \| \| \| \| \| \| \| \| \| \| \| \| \| 祖父：戴小轩 \| \| \| \| \| \| \| \| \| \| \| \| \| \| \| \| \| \| \| \| \| \| \| \| \| \| \| \| \| \| \| \| \| \| \| \| \| \| \| \| \| \| \| \| \| \| \| \| \| \| \| \| \| \| 父：戴傳賢（1891－1949） \| \| \| \| \| \| \| \| \| \| \| \| \| \| \| \| \| \| \| \| \| \| \| \| \| \| \| \| \| \| \| \| \| \| \| \| \| \| \| \| \| \| \| \| \| \| \| \| \| \| \| \| \| \| 祖母：黄氏 \| \| \| \| \| \| \| \| \| \| \| \| \| \| \| \| \| \| \| \| \| \| \| \| \| \| \| \| \| \| \| \| \| \| \| \| \| \| \| \| \| \| \| \| \| \| \| \| \| \| \| \| \| \| 蒋纬国（1916－1997） \| \| \| \| \| \| \| \| \| \| \| \| \| \| \| \| \| \| \| \| \| \| \| \| \| \| \| \| \| \| \| \| \| \| \| \| \| \| \| \| \| \| \| \| \| \| \| \| \| \| \| \| \| \| 母：重松金子（？－1921） \| \| \| \| \| \| \| \| \| \| \| \| \| \| \| \| \| \| \| \| \| \| \| \| \| \| \| \| \| \| \| \| \| \| \| \| \| \| \| \| \| \| \| \| \| \| \| \| \| \| \| \| - 养父：蒋介石（1887－1975） - 养母：姚冶诚（1887－1966） |                          |  |  |  |  |  |  |  |  |  |  |  |  |  |  |  |
| |                          |  |  |  |  |  |  |  |  |  |  |  |  |  |  |  |
| | 高祖父：戴崇节           |  |  |  |  |  |  |  |  |  |  |  |  |  |  |  |
| |                          |  |  |  |  |  |  |  |  |  |  |  |  |  |  |  |
| |                          |  |  |  |  |  |  |  |  |  |  |  |  |  |  |  |
| | 曾祖父：戴廉             |  |  |  |  |  |  |  |  |  |  |  |  |  |  |  |
| |                          |  |  |  |  |  |  |  |  |  |  |  |  |  |  |  |
| |                          |  |  |  |  |  |  |  |  |  |  |  |  |  |  |  |
| | 祖父：戴小轩             |  |  |  |  |  |  |  |  |  |  |  |  |  |  |  |
| |                          |  |  |  |  |  |  |  |  |  |  |  |  |  |  |  |
| |                          |  |  |  |  |  |  |  |  |  |  |  |  |  |  |  |
| | 父：戴傳賢（1891－1949） |  |  |  |  |  |  |  |  |  |  |  |  |  |  |  |
| |                          |  |  |  |  |  |  |  |  |  |  |  |  |  |  |  |
| |                          |  |  |  |  |  |  |  |  |  |  |  |  |  |  |  |
| | 祖母：黄氏               |  |  |  |  |  |  |  |  |  |  |  |  |  |  |  |
| |                          |  |  |  |  |  |  |  |  |  |  |  |  |  |  |  |
| |                          |  |  |  |  |  |  |  |  |  |  |  |  |  |  |  |
| | 蒋纬国（1916－1997）     |  |  |  |  |  |  |  |  |  |  |  |  |  |  |  |
| |                          |  |  |  |  |  |  |  |  |  |  |  |  |  |  |  |
| |                          |  |  |  |  |  |  |  |  |  |  |  |  |  |  |  |
| | 母：重松金子（？－1921） |  |  |  |  |  |  |  |  |  |  |  |  |  |  |  |
| |                          |  |  |  |  |  |  |  |  |  |  |  |  |  |  |  |
| |                          |  |  |  |  |  |  |  |  |  |  |  |  |  |  |  |

## 評價
《蔣緯國進乎？退乎？》作者高仕隱認為，蔣緯國能力強，學養佳，文武雙全之公務員，有個人獨特之許多條件，特別是他出自一個權勢顯赫之家，而他本身之民主修養、言行平易近人、學識允文允武、一生服從長官、盡忠職守、知所進退:8。這種人在當代中國實在是非常傑出:8。反應銳敏，機智過人:170。
劉鳳翰整理《蔣緯國口述自傳》認為，忍耐和退让是蒋纬国的性格主调。

## 著作
- 《大戰略概說》
- 《國家戰略概說》
- 《臺灣在世局中的戰略價值》，1977年
- 《中道與人生》，1979年
- 《軍制基本原理》，1974年
- 《永保心理的壯年》
- 《領袖軍事思想》
- 《弘中道》
- 《決策管理資訊系統》
- 《科學管理之三聯管制法》
- 《蔣委員長十八年抗日戰爭指導》
- 《國防體制概論》，1974年
- 《柔性攻勢》，1991年
- 《創造這個時代的Z》

## 圖集

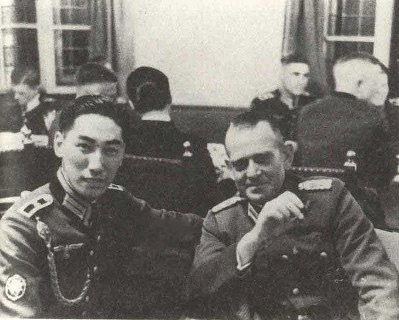
蔣緯國和納粹德軍幹部約瑟夫中尉，攝於1939年
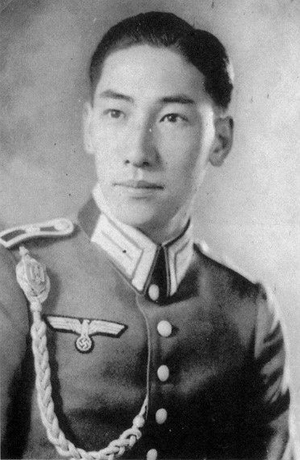
蔣緯國，時任德意志國防軍陸軍尉官
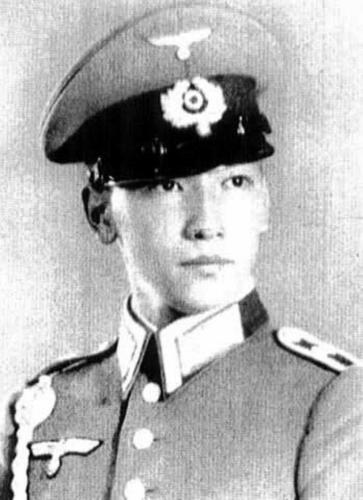
蔣緯國着德意志國防軍軍服（英语：Wehrmacht uniforms）
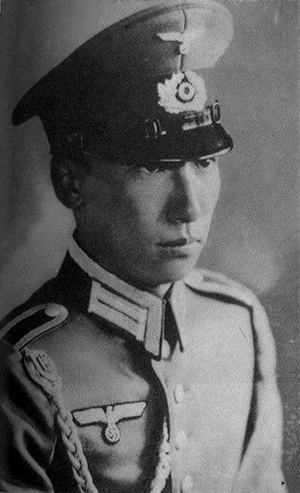
蔣緯國，時任德意志國防軍陸軍下士，1938年
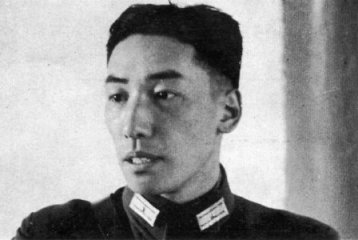
蔣緯國於1941年駐紮在西安
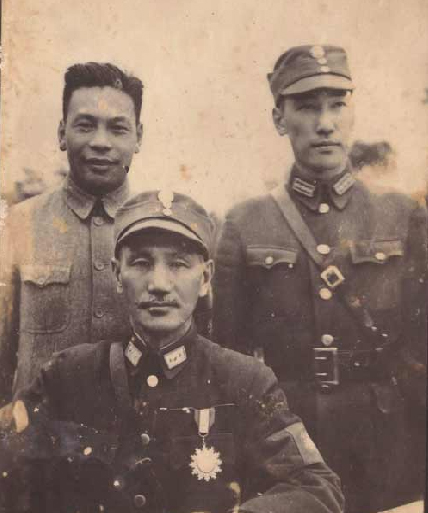
蔣中正和蔣經國、蔣緯國父子三人合影
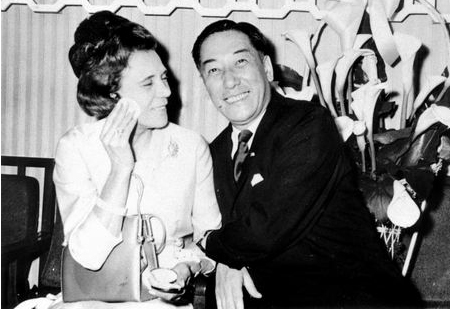
蔣緯國（右）與蔣方良，1950年

### 引用
1. 1 2  《武嶺蔣氏族譜》
2. ↑  解密蒋纬国，蒋纬国资料，蒋纬国介绍，蒋纬国图片，蒋纬国新闻 - 第1页 - 铁血网 的存檔，存档日期2014-07-05.
3. ↑  . 民視. 2011-10-06  [2016-03-23]. （原始内容存档于2019-01-24）.
4. ↑  曾文述：〈 （页面存档备份，存于）〉，新浪博客
5. 1 2  刘凤翰整理、蔣緯國口述. . 北京: 中国大百科全书出版社. 2007.
6. 1 2 3 4 5 6 7 8 9 10 11 12 13 14 15 16 17 18 19 20 21 22 23 24 25 26 27 28 29 30 31 32 33 34 35 36 37 38  高仕隱. . 台北: 長歌出版社. 1990-01-25.
7. ↑  李玉玲. . 台北: 《聯合報》. 1995-01-02  [2012-05-29]. （原始内容存档于2014-10-06）.
8. ↑  中國第二歷史檔案館編：《蔣介石年譜初稿》，北京：檔案出版社，1992年12月
9. ↑  陳雷等編著. . 台北: 傳記文學出版社. 1978-06-01.
10. ↑  亞歷山大．潘佐夫. . 臺北: 聯經. 2023年1月: 293. ISBN 978-957-08-6695-7.
11. ↑  高仕隱. . 台北: 長歌出版社. 1990-01-25. 緯國生性豁達，他把這個傳說向親伯提出：「為什麼很多人都傳說親伯是我的親爸？」他的義父聽緯國有此一問，突然站了起來，把他們之間原本非常輕鬆的氣氛一掃而空，然後很嚴肅的對緯國說：「你說什麼？你為什麼相信這種傳言。我不是你的生父，我絕對不是你的父親，你的父親是位革命偉人民族救星——蔣委員長，他是全民領袖，你就是他的兒子，他是那麼疼愛你！」……（蔣緯國）對著戴先生說：「不管外邊怎麼說，我要稟告您的是，我以擁有兩位偉大的父親為榮。我會從心的深處敬您、愛您，生死不渝！」……戴先生注視面前這位英姿卓越的年輕人，久久沒有轉睛，然後冷靜的、鄭而重之的說：「緯國，聽我的忠告，你父親是蔣委員長，中國最偉大的領袖，他對你慈愛深切，期望尤殷，你要尊敬他，孝順他，不負他的養育和教誨之恩。現在我們把一切都忘去，剛才你對我說的話，我會永遠記着。」
12. ↑  . mhdb.mh.sinica.edu.tw.   [2023-01-23]. （原始内容存档于2023-06-15）.
13. 1 2 3 4  李新總主編，中國社會科學院近代史研究所中華民國史研究室編，韓信夫、姜克夫主編：《中華民國史大事記》，北京：中華書局，2011年7月
14. ↑  蔣經國：〈危急存亡之秋〉，刊《風雨中的寧靜》，台北：正中書局，1988年
15. ↑  汪士淳. . 天下文化. 1996 （中文（臺灣））.
16. ↑  有一天他把蔣經國請來，對蔣經國說：「經國兄，我對你有一個要求，在我而言是公事，在你而言則一半是私事，就是關於緯國的軍階。昨天參軍長把軍方高級人事的資料送來給我，其中有將要退役之名單，我一看緯國的學歷實在具備非常優異和不可多得的條件，他任中將已十三年，如果不升上將就要退役了。國家不能放棄這麼一個優秀人才。我以三軍最高統帥的身份向你建議，按照年資和優異成績，讓緯國升上將，使他有機會發揮他的所長，報效國家。」據嚴家淦告訴高仕隱，蔣經國沒有半點猶豫立即表示遵辦。嚴家淦說：「我這樣做是讓一位國家人才獲得公平待遇。緯國毫無問題是一位人才，祇因為他的父親是總統，他就要委曲一點；老先生去世後，他的哥哥是行政院長，對他的升遷也很難處理。現在我是三軍統帥，我的發言可以做為命令，也是替經國兄解決一個難題。」見高仕隱著：《蔣緯國進乎？退乎？》，台北長歌出版社1990年1月25日版，第9-10頁
17. 1 2  周美華、蕭李居編：《蔣經國書信集——與宋美齡往來函電》（下），台北：國史館出版，2009年
18. ↑  . 臺北: 國史館. 2015. ISBN 9789860450590. Authors list列表中的|first1=缺少|last1= (帮助)
19. ↑   蔣緯國口述，汪士淳整理，《千山獨行 : 蔣緯國的人生之旅》，台北:天下文化出版，1990；蔣緯國口述，劉鳳翰整理，《蔣緯國口述自傳》，北京:中國大百科全書出版社有限公司，2008；國史館，《蔣中正總統檔案事略稿本59》，台北：國史館，2011； 蔡盛琦, 陳世局，《胡宗南先生日記》（上）,台北：國史館，2015；經盛鴻，《胡宗南全傳（上）》，北京:團結出版社，2017。〈蔣緯國與石靜宜婚禮留影〉，國史館藏，《蔣中正總統文物/照片/主題/總類之領袖照片資料輯集 （一一五）》，002-050101-00117-014、002-050101-00117-015
。
20. ↑  周美華、蕭李居編，《蔣經國書信集——與宋美齡往來函電》（上），台北：國史館出版，2009年
21. ↑  沈清松、慧嚴、李雲漢．陳大齊·太虛·戴季陶 （页面存档备份，存于）．台北：臺灣商務印書館．1999：77-78 ISBN 9570516194